# 埃克伦
埃克伦（荷蘭語：Ekeren，荷蘭語發音：['eːkərə(n)] ⓘ）是比利时安特卫普市的一个区。埃克伦原为一独立市镇，1983年，埃克伦与临近的6个市镇并入安特卫普，成为了安特卫普的一个区。